# Улица Аминева
У́лица А́минева — улица в Промышленном районе Самары, бывшая 7-я просека. Начинается от Московского шоссе, заканчивается на ул. Ново-Садовой.

## Этимология годонима
17 апреля 1986 года часть Седьмой просеки была переименована в честь известного учёного и хирурга Александра Михайловича Аминева (1904—1984).

## Здания и сооружения
Современный облик улицы сложился в середине 80-х годов XX века, когда улица застраивалась согласно генеральному плану развития города. В XXI веке добавилось ещё несколько высотных зданий точечной застройки, а первые этажи имеющихся жилых зданий местами были переоборудованы под офисы и магазины.
На этой улице находятся жилые дома, а также средняя школа № 102, детский сад № 149 и детский сад № 403, магазины, аптеки, несколько кафе, автосервис, дополнительный офис банка «Солидарность», киоск «Роспечати». На пересечении улиц Аминева и Ново-Садовой расположен мини-рынок.

## Транспорт
В 1986 году после появления на карте города улицы Аминева была соответственно переименованы и остановки общественного транспорта по Ново-Садовой улице.
- По самой улице Аминева проходят маршрутные такси № 272, 295.[4]
- Остановка «Улица Аминева» есть на маршрутах трамваев N 5, 7, 11, 12, 19, 22, 24.
- Также до пересечения улицы Аминева с улицей Ново-Садовой можно доехать автобусами № 50, 71 и маршрутными такси № 21, 50, 206, 261, 297, 429.
- При выезде с улицы Аминева на Московское шоссе поворот налево запрещён.
- В 2016—2018 гг. из-за реконструкции Московского шоссе по улице Аминева было введено одностороннее движение автотранспорта[5][6], затем восстановлено обычное движение.
- На улице Аминева всего два регулируемых пешеходных перехода (со светофорами): один около перекрёстка с ул. Ново-Садовой и второй у школы. Кроме этого, есть ещё два нерегулируемых пешеходных перехода, обозначенных разметкой-«зеброй» и дорожными знаками.

## Почтовые индексы
- 443125[7]